# 金亨権郡
金亨権郡（キミョングォンぐん）は朝鮮民主主義人民共和国両江道に属する郡。金亨権は金日成の叔父で、抗日運動の闘士だったとされる。旧名は豊山郡（プンサンぐん）で、豊山犬の産地として知られる。

## 地理
蓋馬高原の西南端に位置し、虚川江が郡内に発して東北方向に流れ、いくつかのダムが作られている。
両江道が咸鏡南道に食い込んだ最南端にあり、北から西にかけて両江道の豊西郡、東に咸鏡南道虚川郡・徳城郡、南に咸鏡南道新興郡がある。

## 歴史
この節の出典
- 1914年4月1日 - 郡面併合により、咸鏡南道甲山郡の一部(天南面・里仁面・熊耳面)、北青郡の一部(安山面)が合併し、豊山郡が発足。豊山郡に以下の面が成立。(5面)
  - 天南面・里仁面・熊耳面・安山面・安水面
- 1934年 - 里仁面が豊山面に改称。(5面)
- 1952年12月 - 郡面里統廃合により、咸鏡南道豊山郡安山面・安水面および豊山面の一部地域をもって、豊山郡を設置。豊山郡に以下の邑・里が成立。(1邑19里)
  - 豊山邑・直雪里・新元里・士雅里・広徳里・梨浦里・陽坪里・下地境里・地境里・長安里・黄水院里・東興里・擺撥里・老隠里・米甘里・長坪里・水東里・平山里・水上里・内中里
- 1954年10月 - 行政区画の見直しにより、両江道豊山郡となる。(1邑19里)
- 1961年 - 水上里が平山里に編入。(1邑18里)
- 1983年 - 平山里が平山労働者区に昇格。(1邑1労働者区17里)
- 1990年8月 - 豊山郡が金亨権郡に改称。(1邑1労働者区17里)
  - 豊山邑が金亨権邑に改称。

## 行政
現在の中心地は新豊里。1邑・1労働者区・17里を管轄する。
| - 金亨権邑（キミョングォヌプ） - 平山労働者区（ピョンサンノドンジャグ） - 広徳里（クァンドンニ） - 内中里（ネジュンニ） - 東興里（トンフンニ） - 老隠里（ロウンニ） - 梨浦里（リポリ） - 米甘里（ミガムニ） - 士雅里（サアリ） - 水東里（スドンニ） | - 新元里（シヌォンニ） - 陽坪里（ヤンピョンニ） - 長安里（チャンアンニ） - 長坪里（チャンピョンニ） - 地境里（チギョンニ） - 直雪里（チクソルリ） - 擺撥里（パバルリ） - 下地境里（ハジギョンニ） - 黄水院里（ファンスウォンニ） |

## 産物
- 豊山犬

北朝鮮の天然記念物となっている。2000年6月の南北首脳会談（金大中・金正日）の際、北から南へ豊山犬2頭、南から北へ珍島犬2頭が交換された。この2頭の豊山犬は現在ソウル大公園の動物園に飼われている。